# Генетлий
Генетлий (греч. Γενέθλιος, лат. Genethlius) — арабский софист III-го века из Петры, Аравии Петрейской, провинции Римской империи. Жил при императоре Галлиене (259—268).
Его отца также звали Генетлий.
Генетлий был учеником греческих софистов, ритора Минукиана (греч. Μινουκιανός) и Агапета ( греч. Ἀγαπητός), а затем сам стал учителем и практиковал риторику в Афинах. Генетлий был известен как соперник знаменитого Каллиника из Петры.
Некоторые учёные считают Генетлия автором одной из частей сочинения «De encomiis» ритора Менандра.